# Добрушин Леонід Давидович
Леоні́д Дави́дович Добру́шин (* 1953) — український фахівець у галузі зварювального виробництва, доктор технічних наук (2003).

## Життєпис
Народився 1953 року в місті Сталінград (сучасна Волгоградська область РФ). 1975 року закінчив Волгоградський політехнічний інститут.
Від 1975-го працює в Інституті електрозварювання НАН України. 2003 року здобув вчене звання доктора технічних наук.
З 2004 року й по 2015-й — завідувач відділу зварювання, різання та оброблення металів вибухом.
Досліджує фізично-механічні процеси, що відбуваються при зварюванні, різанні й обробленні металів вибухом. Розробляє нові способи керування дозуванням імпульсного навантаження та деформації елементів металоконструкцій для забезпечення заданих експлуатаційних характеристик. Працює над проблематикою вирішуення проблеми отримання біметалевих конструкцій.
Серед робіт:
- «Welding of Bimetals», 2003 (співавтор)
- «Прецизійне зварювання вибухом конструкцій» 2003
- «Сучасний стан та перспективи розвитку зварювання вибухом та вискокошвидкічним ударом» 2004
- «Нове в різанні металоконструкцій вибухом» 2005.

Серед патентів: «Камера для обробки металів вибухом», 2012, співавтори Бризгалін Андрій Генадійович, Буштедт Юрій Петрович, Хуго Грюневельд, Ілларіонов Сергій Юрійович, Патон Борис Євгенович, Попов Михайло Павлович, Фадєєнко Юрій Іванович, Шимановський Олександр Віталійович, Шльонський Павло Сергійович, Чорномиз Микола Дмитрович.